# Аремберг
Аремберг (нім. Aremberg) — громада в Німеччині, розташована в землі Рейнланд-Пфальц. Входить до складу району Арвайлер. Складова частина об'єднання громад Аденау.
Площа — 9,62 км2. Населення становить 221 ос. (станом на 31 грудня 2020).